# Arif
Arif (àrab: عريف, ʿarīf) era el nom àrab del funcionari depenent d'un governador musulmà, encarregat de les funcions militars del nazar o valiat (territori del seu govern). Inicialment s'anomenava arif a tot el que coneixia el costum (urf) com oposat als que coneixien la llei (àlim). Sota els primers califes els arifs foren recol·lectors d'impostos. Sota Úmar ibn al-Khattab va començar a ser una funció militar, com a encarregats d'una unitat militar (irafa). Així eren reconeguts a l'època omeia quan eren responsables del pagament als soldats (atà) i havia de portar un registre (diwan); el seu nomenament corresponia als governadors. Al temps de Harun ar-Raixid dirigien petites unitats de 10 o 15 homes; a la península Ibèrica al segle x, manaven 100 homes (generalment cent cavallers).
Als dos primers segles de l'islam era també una funció civil: l'encarregat dels orfes i dels fills il·legítims; després apareix com el títol del cap en un ofici en concurrència a naqib, ràïs o xeic, però es va deixar d'usar al segle XVI i fou substituït per amin.